# Szalay István (pap)
Szalay István (szlovénul Štefan Salai) (Lendva, 1845. augusztus 17. –‎ Bántornya, 1913. január 19.) magyar római katolikus pap, nemes, iskolafelügyelő volt Muravidéken, Magyarországon.
1868. október 18-án szentelték pappá. Káplánként szolgált Bogojinában (1868–1869), Lendván (1869–1870), Črenšovciban (1870–1871) és végül Turniščén (1871–1877), ahol később plébános is lett.
1890-től haláláig iskolafelügyelő volt.

## Forrás
- Vasi diktasi köyöttör – Vasi gızhamegye [archivált változat] (2008. május 28.)